# Bloque Nacionalista Galego
El Bloque Nacionalista Galego (BNG, «Bloque Nacionalista Gallego» en español) es un partido político español cuya ideología se fundamenta en el nacionalismo gallego de izquierda. Su principal ámbito territorial se circunscribe a la comunidad autónoma de Galicia, aunque se ha presentado a las elecciones generales españolas ininterrumpidamente desde 1986 y a las elecciones al Parlamento Europeo desde 1987, en solitario o en coalición con otros partidos. 
Adopta el enfoque de «frente», no de coalición, aunque actualmente está reconocida la participación de los partidos Unión do Povo Galego (UPG), Movemento Arredista y Fronte Obreira Galega (FOGA), así como del colectivo Abrente-Esquerda Democrática Galega. No obstante, la mayor parte de la militancia (70 %) está compuesta por afiliados independientes.
Su presencia institucional actual está compuesta por 590 concejales, 16 diputados provinciales, 25 diputados autonómicos y las alcaldías de varias ciudades, como las de Santiago de Compostela y Pontevedra, dos de las siete grandes ciudades gallegas.
En las elecciones generales de noviembre de 2019 consiguió un escaño, lo que provocó su vuelta al Congreso de los Diputados. Revalidó el escaño en las elecciones generales de julio de 2023, por la provincia de La Coruña.

## Historia

### Origen y fundación
En la década de 1960 se fundaron la Unión do Povo Galego (UPG) y el Partido Socialista Galego (PSG), partidos nacionalistas de carácter comunista y socialista, respectivamente. En 1975 se fundó la Asemblea Nacional-Popular Galega (AN-PG), un frente impulsado por la UPG como plataforma de movilización social y base para el futuro establecimiento de una candidatura electoral nacionalista.
En octubre de 1981 se celebraron las primeras elecciones al Parlamento de Galicia, a las que UPG y el PSG concurrieron en coalición como Bloque Nacional-Popular Galego (BNPG-PSG). Las elecciones fueron ganadas por Alianza Popular (AP) y los partidos nacionalistas consiguieron un resultado bastante discreto, con tan solo tres escaños. Estos diputados se negaron a jurar la Constitución de 1978 y a la tercera negativa fueron expulsados del Parlamento.

### Primeras asambleas

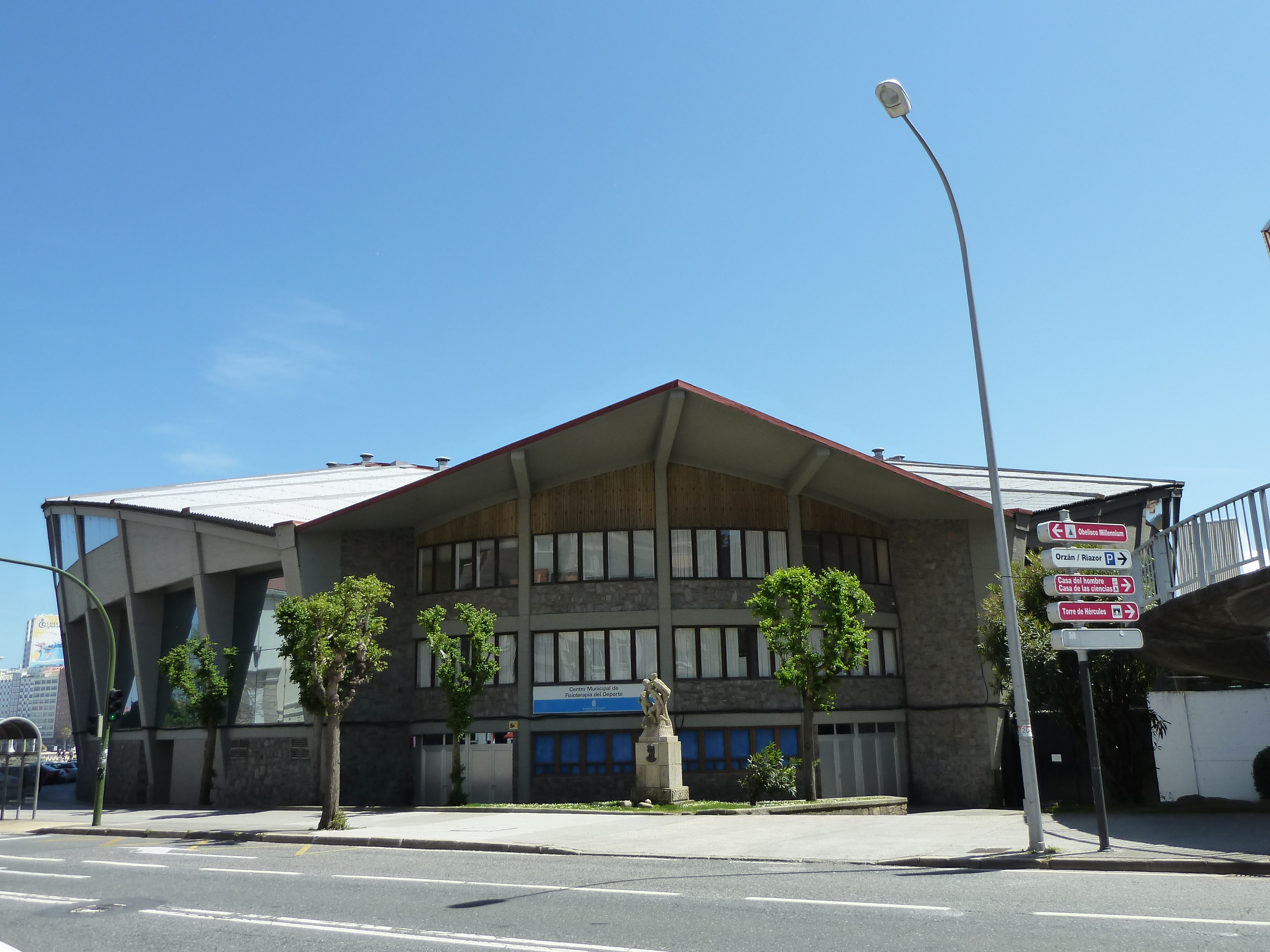
El 25 y 26 de septiembre de 1982 tuvo lugar en el Palacio de los Deportes de Riazor, en La Coruña, la Asamblea Constituyente del BNG.

El 25 y 26 de septiembre de 1982 tuvo lugar en el Palacio de los Deportes de Riazor, en La Coruña, la Asamblea Constituyente del BNG, que agrupaba a la AN-PG, la UPG, el PSG y otros colectivos independientes. Un año después, el PSG abandonó el BNG para posteriormente fusionarse con Esquerda Galega en 1984. No obstante, un nutrido grupo de militantes del PSG permaneció en el BNG. En las elecciones autonómicas de 1985 el BNG solo consiguió un escaño (Xosé Manuel Beiras) con 52 000 votos, mientras que Coalición Galega, un partido galleguista de centro, consiguió once escaños, con tres escaños para el Partido Socialista Galego-Esquerda Galega. Las elecciones las volvió a ganar AP bajo el nombre de Coalición Popular de Galicia.
En 1986 el BNG hizo campaña por el «no» a la OTAN. Ese mismo año, la UPG sufrió una escisión, creándose el Partido Comunista de Liberación Nacional (PCLN), de carácter independentista y comunista, el cual permaneció, sin embargo, en el BNG. En ese momento, el BNG se encontraba en una encrucijada y tuvo que escoger qué dirección política adoptar, tomando un camino más moderado. El BNG, liderado por Beiras, se alejó del radicalismo en un esfuerzo para ganar más apoyo electoral. En la III Asamblea del BNG, celebrada en 1987, el PCLN (que después formaría el Frente Popular Galega) fue expulsado del BNG por apoyar a Herri Batasuna en las elecciones al Parlamento Europeo de ese año.
En 1988 se creó la organización juvenil del BNG, Galiza Nova. En las elecciones autonómicas de 1989 consiguió por primera vez grupo parlamentario propio en el Parlamento de Galicia, con el 8 % de los votos y cinco escaños. En las mismas elecciones, ni el Partido Nacionalista Galego-Partido Galeguista (PNG-PG) ni el Frente Popular Galega (FPG) obtuvieron escaño alguno. En cambio, la coalición entre el PSG y EG consiguió dos escaños.

### Crecimiento y retroceso
Durante los siguientes años el BNG experimentó un gran crecimiento en cuanto a organización y resultados electorales. Así, en 1991 el PNG-PG se unió al BNG, Esquerda Nacionalista lo hizo al año siguiente e Inzar en 1993. En las elecciones autonómicas de 1993 el BNG consiguió trece diputados, con el 18,5 % de los votos. Tras su fracaso en esas elecciones, Unidade Galega (antiguo PSG-EG) también se incorporó al BNG, que vivía su época dorada y en las elecciones generales de 1996 consiguió dos escaños en el Congreso de los Diputados. En las elecciones autonómicas de 1997 se convirtió por primera vez en la segunda fuerza política gallega, por delante del PSdeG-PSOE, con el 24,8 % de los votos y dieciocho escaños, y en las elecciones al Parlamento Europeo de 1999 llegó a obtener un eurodiputado, Camilo Nogueira Román. En las elecciones generales de 2000 fueron ya tres los diputados del BNG en el Congreso.
Sin embargo, el BNG parecía haber llegado a su techo y en las elecciones autonómicas de 2001 el BNG (22,6 % de los votos) y el PSdeG-PSOE consiguieron el mismo número de escaños: diecisiete. En la XI Asamblea del BNG, celebrada en noviembre de 2003 se produjo un cambio, relevando Anxo Quintana a Beiras como portavoz nacional y candidato a la presidencia de la Junta de Galicia.
En las elecciones generales de 2004 el BNG sufrió una crisis debida al continuo retroceso en votos, ya que solo consigue dos escaños en el Congreso de los Diputados y ninguno en el Senado (si bien por la cuota parlamentaria autonómica fue escogido senador por el BNG Francisco Jorquera). La crisis se agravó con las elecciones al Parlamento Europeo, en las que, después de presentarse en coalición con el Partido Nacionalista Vasco (PNV) y Convergència i Unió (CiU) en la coalición Galeusca, se quedó sin eurodiputados. En julio de 2004, Anxo Quintana estableció cambios en la cúpula del BNG.
Tras las elecciones autonómicas de 2005, que certifican un nuevo retroceso del BNG (obteniendo trece escaños), la pérdida de la mayoría absoluta por parte del PP de Manuel Fraga permitió la entrada del BNG en un gobierno de coalición presidido por el socialista Emilio Pérez Touriño, en el que el BNG obtuvo una vicepresidencia (que incluía las consejerías de Relaciones Institucionales y Bienestar Social), y que ocupó Anxo Quintana. Asimismo, el BNG obtuvo las consejerías de Cultura, Industria, Medio Rural y Vivienda, de nueva creación. Tras cuatro años de gestión, la posibilidad de reeditar el gobierno bipartito junto con el PSdG-PSOE se perdió tras recuperar el PP la mayoría absoluta parlamentaria en las elecciones de 2009, siendo nombrado Alberto Núñez Feijoo como nuevo presidente.

### XII Asamblea Nacional

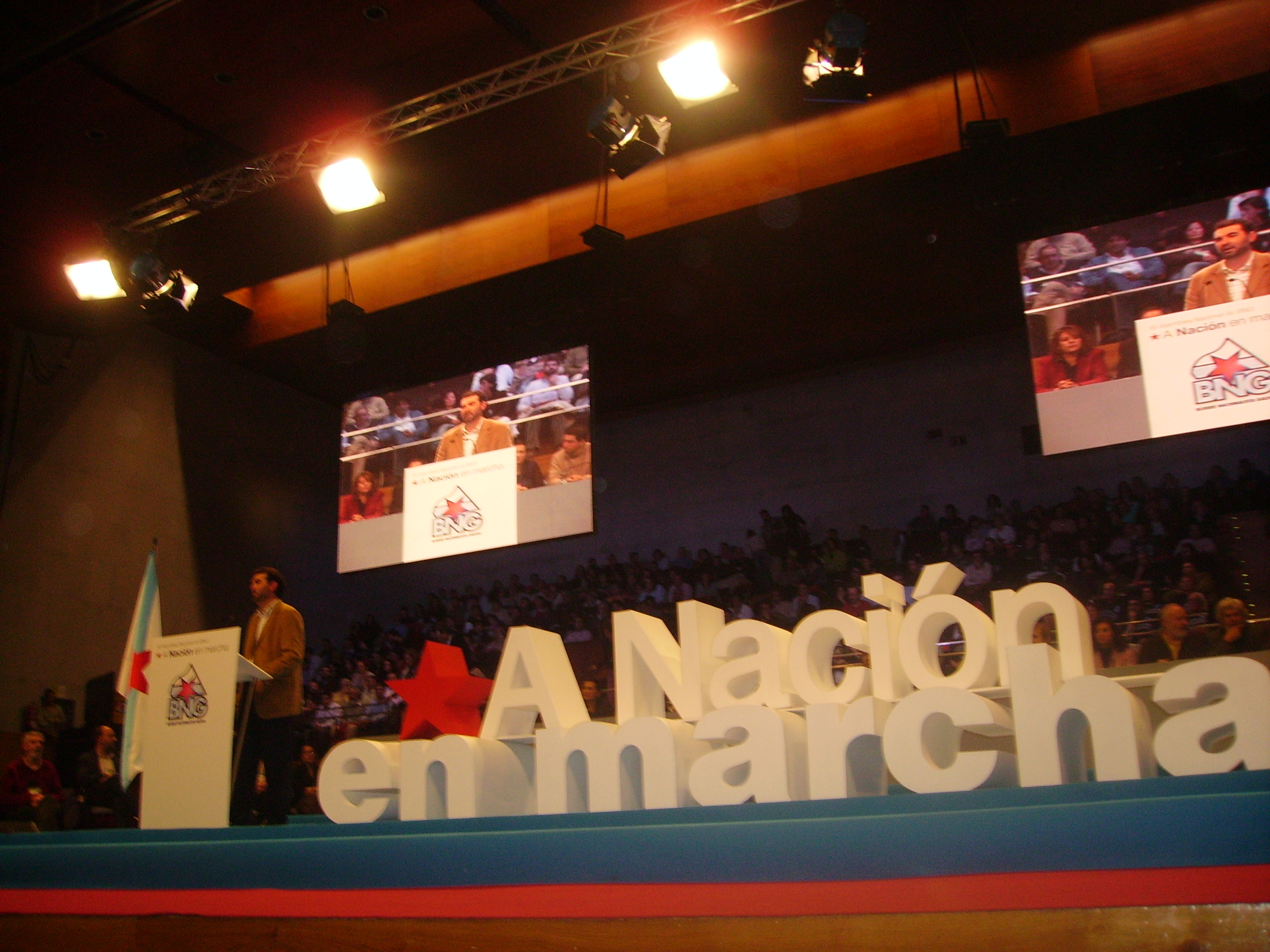
Discurso de Anxo Quintana en una asamblea del BNG celebrada en diciembre de 2006 en Santiago de Compostela.

En la XII Asamblea Nacional, celebrada en Santiago de Compostela los días 2 y 3 de diciembre de 2006, se presentaron cuatro candidaturas al Consejo Nacional:
- La oficial, encabezada por Anxo Quintana y con el apoyo de los independientes de Roberto Mera, consiguió 1646 votos (62,57 %) y obtuvo 31 representantes en el Consejo.
- La segunda candidatura fue la promovida por Encontro Irmandiño, liderada por Xosé Manuel Beiras, que consiguió 449 votos (17,09 %) y obtuvo nueve representantes;
- A Alternativa, encabezada por Rosario Fernández Velho, y que contó con el apoyo de Camilo Nogueira Román y Esquerda Nacionalista, consiguió 291 votos (11,06 %) y cinco representantes.
- La última candidatura fue la del Movemento pola Base, formada sobre todo por miembros de Galiza Nova y por sindicalistas de la CIG, que consiguió 245 votos (9,32 %) y cinco representantes.

Tras la votación se llegó a un acuerdo entre las diferentes candidaturas para la repartición de los miembros de la Ejecutiva Nacional. La candidatura oficial ocupó diez de los quince miembros y los otros cinco se repartieron entre Encontro Irmandiño y A Alternativa; el Movemento pola Base apoyó el acuerdo a pesar de quedar fuera de la Ejecutiva. También se decidió modificar la composición de la siguiente Asamblea Nacional para que fuera por delegados y no como ahora abierta a todos los militantes.
En las elecciones municipales de mayo de 2007, el BNG obtuvo el 19,15 % de los votos. Agudiza su caída en las grandes ciudades, descenso que es compensado con contundentes victorias en localidades de tamaño medio como Carballo, Arzúa, Teo, Monforte de Lemos, Bueu, Porriño o Puentecesures, ocupando espacios rurales y sociales que va abandonando el Partido Popular. El estancamiento se compensa con perspectivas de mayor poder institucional en ayuntamientos y diputaciones provinciales (donde los socialistas presiden, con apoyo nacionalista las de La Coruña y Lugo).
En las elecciones generales de marzo de 2008, el BNG mantuvo sus porcentajes de voto y su representación institucional. Con 209 042 votos (12,07 %), frente a los 208 688 (11,37 %) de 2004, obtuvo dos diputados, uno por La Coruña y otro por Pontevedra.

### Asamblea Nacional Extraordinaria de 2009

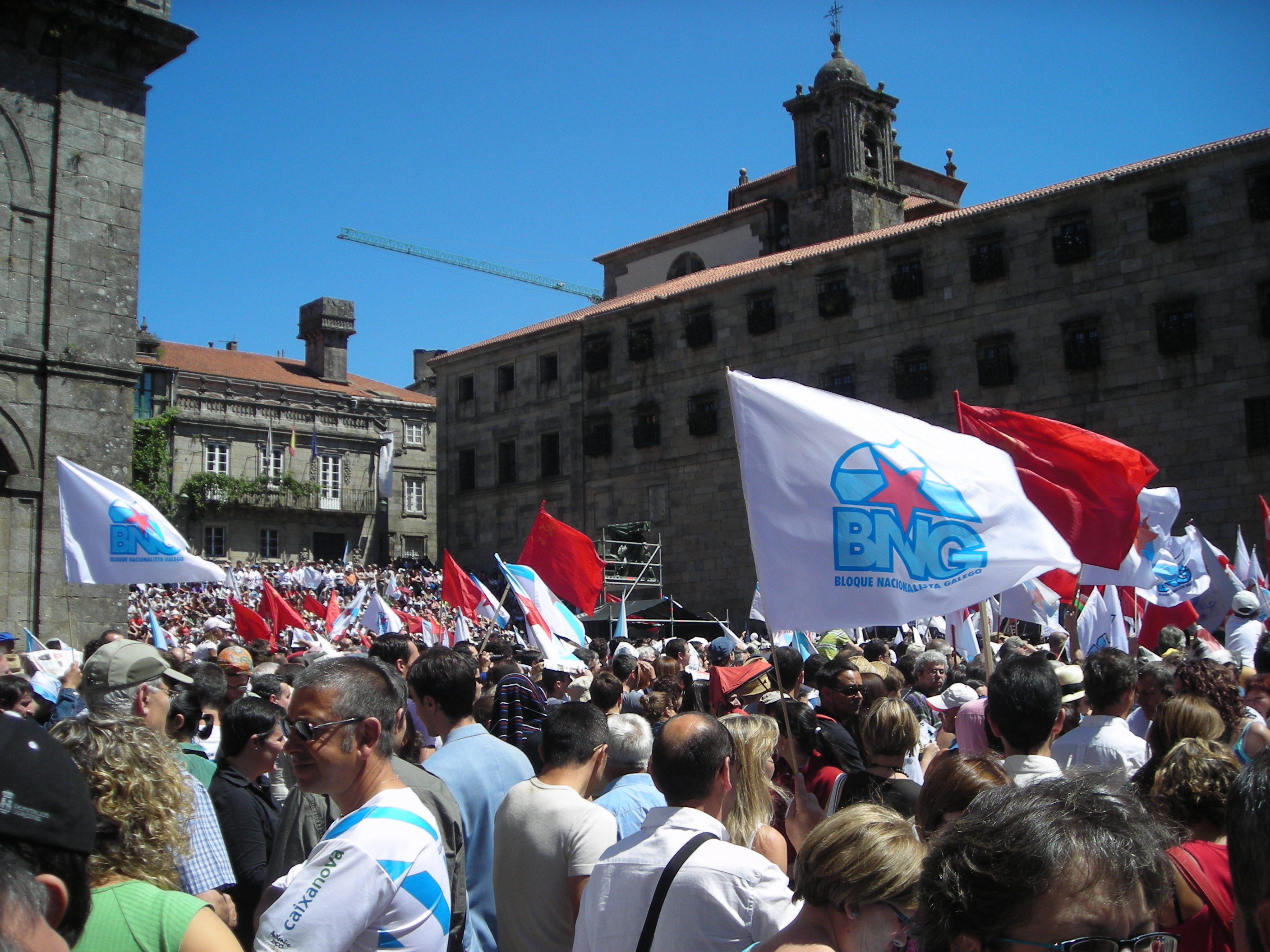
Manifestación del BNG en Santiago de Compostela con motivo del 25 de julio de 2009.

En las elecciones al Parlamento de Galicia de 2009 el BNG obtuvo doce diputados (un diputado menos que los conseguidos en la anterior convocatoria), correspondientes al 16,57 % de los votos. Obtuvo cuatro diputados por La Coruña, dos por Lugo, dos por Orense y cuatro por Pontevedra. Obtuvo el peor resultado desde las elecciones de 1989, prosiguiendo el sostenido descenso desde su techo electoral obtenido en 1997, por lo que Anxo Quintana y los otros catorce miembros de la ejecutiva presentaron su dimisión conjunta ante el Consejo Nacional el 14 de marzo de 2009.
El 18 de abril de 2009 se realizaron asambleas comarcales para elegir a los delegados que acudirían a la Asamblea Nacional Extraordinaria convocada para el 10 de mayo. Hubo tres listas principales, Alternativa pola Unidade (ApU), Listas Abertas y Máis BNG, así como otras listas en algunas comarcas puntuales, como Independentes do Val Miñor, Movemento Galego ao Socialismo, Esquerda Socialista Galega e Independentes do Ribeiro.
El 10 de mayo se celebró la Asamblea Nacioanl Extarordinaria, en la cual se presentaron cuatro candidaturas al Consejo Nacional:
- Alternativa pola Unidade (ApU), encabezada por Guillerme Vázquez e impulsada por UPG e independientes, que obtuvo 23 representantes.
- Máis BNG, encabezada por Carlos Aymerich, que obtuvo 18 representantes, con el apoyo del PNG-PG, ESG e Inzar.[22]
- Lista do Encontro, encabezada por Xosé Manuel Beiras e impulsada por Encontro Irmandiño, con el apoyo de Esquerda Nacionalista y Unidade Galega y de Camilo Nogueira Román, que obtuvo siete representantes.
- Máis Alá, encabezada por Rafael Villar e impulsada por el Movemento Galego ao Socialismo, que obtuvo dos representantes.

En la votación a la Ejecutiva Nacional, Encontro Irmandiño no se presentó y Máis Alá apoyó la lista de ApU, siendo el resultado final 1189 votos (55,1 %) y ocho representantes para la lista encabezada por Guillerme Vázquez (seis de UPG, uno de Máis Alá y dos independientes), y 969 votos (44,9 %) y siete representantes para la lista de Carlos Aymerich; así, Guillerme Vázquez resultó elegido portavoz nacional del Bloque Nacionalista Galego, en sustitución de Anxo Quintana.

### XIII Asamblea Nacional
El 26 de enero de 2012 se celebró su XIII Asamblea Nacional, en la que se eligió la dirección, así como su portavoz nacional y su candidato a la Junta. Se presentaron tres listas: Alternativa pola Unidade (ApU), con el apoyo de Unión do Povo Galego y con Guillerme Vázquez para portavoz y Francisco Jorquera para candidato; una lista encabezada por Máis Galiza y Encontro Irmandiño (+G-EI), con el apoyo de Colectivo Socialista, Partido Nacionalista Galego-Partido Galeguista, Esquerda Nacionalista, Inzar, Unidade Galega y Espazo Socialista Galego, con Xosé Manuel Beiras para portavoz y Carlos Aymerich para candidato; y una lista de Movemento Galego ao Socialismo, encabezada por Rafael Vilar. Finalmente Guillerme Vázquez resultó reelegido potavoz nacional con 2123 votos frente Xosé Manuel Beiras, con 1823 votos; y Francisco Jorquera candidato a la presidencia de la Junta con 2338 (53 %) frente a los 2043 votos (46 %) conseguidos por Carlos Aymerich. La ejecutiva del partido se formó con siete miembros de ApU, siete de +G-EI y uno de MGS; asimismo, la votación del Consello Nacional obtuvo 2164 apoyos (48 %) para ApU, 2026 (45 %) para +G-EI y 248 (5 %) para MGS.
Tras la citada asamblea, debido a las tensiones internas e ideológicas, partidos como Encontro Irmandiño y Esquerda Nacionalista decidieron abandonar el Bloque. La corriente Máis Galiza, la segunda fuerza más votada tras UPG, y el Partido Nacionalista Galego-Partido Galeguista realizaron asambleas propias para decidir su continuidad, decantándose ambas por abandonar el BNG. Sin embargo, un sector de Máis Galiza permaneció dentro como corriente organizada.

### XIV Asamblea Nacional
Tras las escisiones anteriores y su consiguiente caída en votos y escaños en las elecciones al Parlamento de Galicia de 2012, pasando de doce a siete diputados (frente a los nueve de Alternativa Galega de Esquerda), el BNG celebró el 17 de marzo de 2013 su XIV Asamblea Nacional, con una UPG sin prácticamente oposición interna, siendo elegido Xavier Vence portavoz nacional con un 95,82 % de los votos, fijando la independencia como objetivo del partido. Dicha Asamblea contó con la presencia de representantes del Bloco de Esquerda, ERC, Sortu y Amaiur.
En las elecciones al Parlamento Europeo del 25 de mayo de 2014, BNG y Euskal Herria Bildu conformaron la coalición Los Pueblos Deciden, junto con Puyalón, Andecha Astur, Alternativa Nacionalista Canaria y Unidad del Pueblo. Dicha candidatura consiguió 326 464 votos (2,08 %), lo que le permitió obtener un eurodiputado. Fruto del acuerdo de coalición, el candidato de EH Bildu Josu Juaristi ocuparía el escaño los primeros tres años y medio de la legislatura y la candidata del BNG Ana Miranda el año y medio restante.
En las elecciones generales de España de 2015 el BNG se presentó en la coalición electoral Nós-Candidatura Galega en las cuatro provincias de Galicia. La formación principal de la coalición fue el Bloque Nacionalista Galego, acompañado del Partido Galeguista, Coalición Galega, el Partido Comunista do Povo Galego y Fronte Obreira Galega. No obtuvo representación.

### XV Asamblea Nacional
En 2016, en el marco de una autoproclamada ‘refundación’del partido, Ana Pontón fue elegida portavoz nacional. Esta fue la primera vez que una mujer ocupaba un cargo de tal dimensión dentro del BNG. Ella sería también la candidata a la presidencia de la Junta de Galicia en las elecciones autonómicas de 2016, 2020 y 2024. En cada una de ellas el BNG logró mejores resultados que en la anterior, hasta alcanzar una cifra histórica para el nacionalismo gallego de 25 diputados autonómicos. Ana Pontón se ha caracterizado por ser una líder que ha combinado el nacionalismo con cuestiones sociales y ha practicado un estilo inclusivo.
En las elecciones generales de España de abril de 2019, pese a doblar los resultados de 2016, el BNG no obtuvo representación en el Congreso. Después de las elecciones generales de España de noviembre de 2019, vuelven a conseguir representación y Nestor Rego, el cabeza de lista de la formación por La Coruña, consigue el acta de diputado. Rego revalidaría su escaño en las elecciones generales de España de 2023 y el 6 de noviembre de 2023 la formación nacionalista anuncia su voto favorable a la investidura de Pedro Sánchez.

## Estructura interna

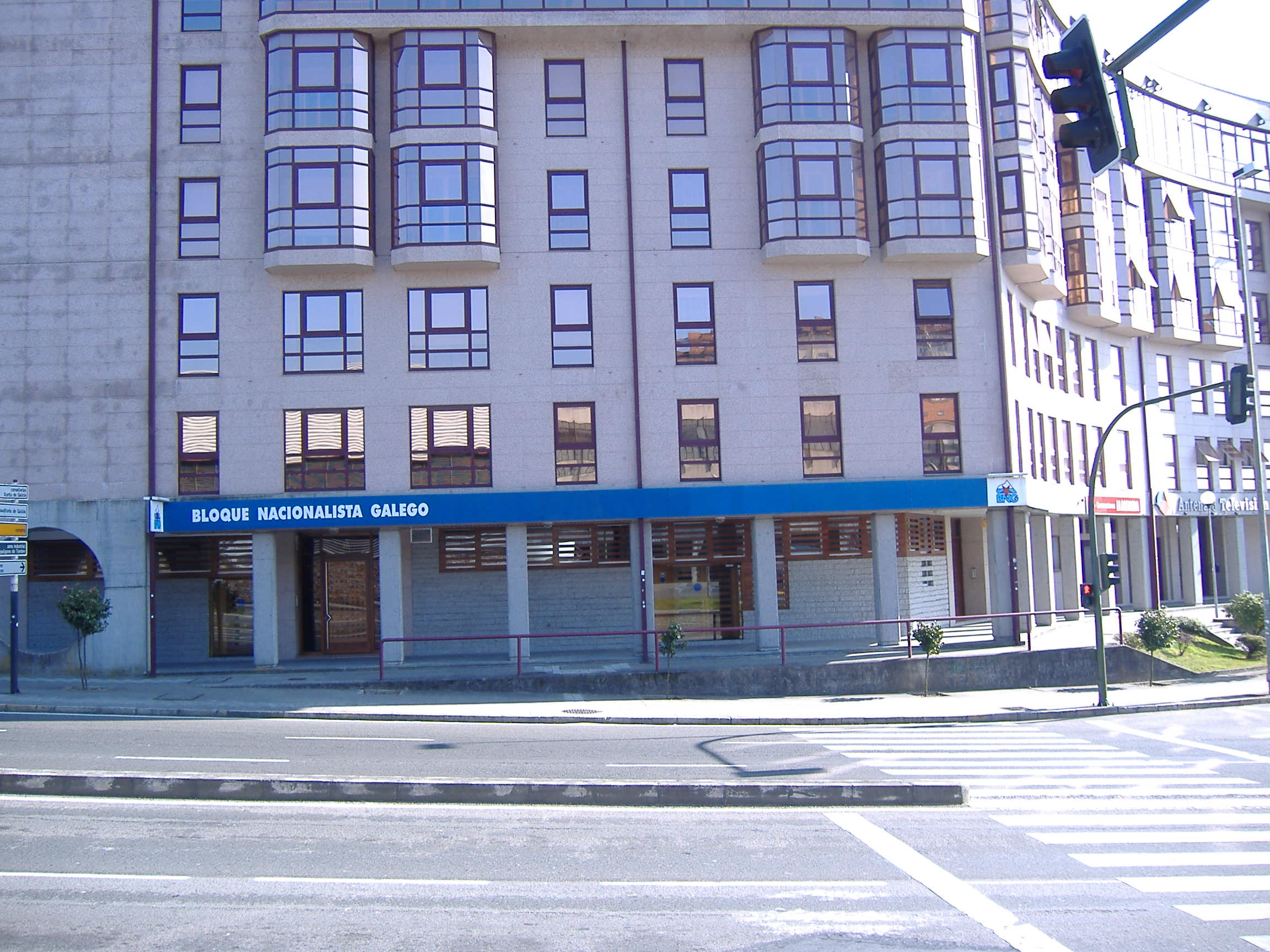
Edificio de la sede nacional del BNG, en Santiago de Compostela.

El BNG surgió con la intención de aglutinar en su interior toda la amplia gama ideológica del nacionalismo gallego. Desde el principio convivieron en su seno diversos partidos nacionalistas con sus propias asambleas y sus propios secretarios generales, así como corrientes internas propias del BNG como organización y miembros independientes de todas estas organizaciones. En la actualidad, estos grupos organizados son los siguientes:
- Unión do Povo Galego (UPG): partido creado en 1964 y cofundador del BNG en 1982, es la organización mayoritaria en el seno de este.
- Movemento Arredista: partido independentista creado en 2021 a partir de la refundación del Movemento Galego ao Socialismo (MGS).[42]
- Fronte Obreira Galega: partido político creado en 2010 como corriente interna del BNG por militantes cercanos a la CIG del área de Vigo.[43][44] De 2012 a 2014 estuvo integrado en Anova y en enero de 2017 formalizó su reingreso en el BNG.[45]
- Abrente-Esquerda Democrática Galega: corriente interna creada en 2012 por el antiguo líder de Máis Galiza Carlos Aymerich, creada para agrupar a los miembros de esta que decidieron no abandonar el BNG. Entre los integrantes de esta nueva corriente también se encuentran antiguos militantes del Colectivo Socialista, Inzar y Unidade Galega como Ana Luisa Bouza, Xesús Veiga o Camilo Nogueira Román.[46]
- Galiza Nova: organización juvenil del BNG, creada en 1988. Es miembro de la EFAY, juventudes de la Alianza Libre Europea.

## Organizaciones anteriormente integradas
También pertenecieron al BNG otros colectivos y partidos políticos; la mayor parte de los cuales decidieron marcharse en 2012, unos para integrarse en Compromiso por Galicia (CxG) y otros en Anova-Irmandade Nacionalista.
Compromiso por Galicia
- Partido Nacionalista Galego-Partido Galeguista (PNG-PG): Partido político miembro del BNG desde 1991. Se separó del BNG en 2012.[47]
- Esquerda Nacionalista (EN): Partido político miembro del BNG desde 1992 hasta 2012.
- Espazo Socialista Galego: Partido político formado a partir de miembros de EN e integrado en el BNG desde su fundación en 2008. Posteriormente integrado en Máis Galiza, decidió escindirse del BNG.
- Máis Galiza: Corriente interna creada en 2009 y constituida en partido por la decisión mayoritaria de su asamblea celebrada el 11 de marzo de 2012, en la que se acuerda también su escisión de la organización frentista.[48]

Anova-Irmandade Nacionalista
- Encontro Irmandiño: Corriente interna liderada por Xosé Manuel Beiras, creada en 2007 y escindida en 2012.
- Movemento pola Base: Corriente interna formada en 2007 a partir de miembros de la Unión do Povo Galego (UPG) y de la Confederación Intersindical Galega (CIG), que abandonó el BNG en 2009.
- Partido Comunista de Liberación Nacional (PCLN): Partido escindido de UPG en 1986 y que fue expulsado del BNG en 1987 por pedir el voto para Herri Batasuna. Posteriormente formó el Frente Popular Galega (FPG), el cual colabora con Anova-Irmandade Nacionalista.[49]

Otros
- Partido Socialista Galego (PSG): Partido político formado en 1975; fue uno de los fundadores del BNG en 1982, aunque en 1983 decidió abandonarlo.
- Colectivo Socialista (CS): Formación escindida del PSG tras el abandono de este, integrada por aquellos miembros favorables a permanecer en el Bloque.
- Inzar: Organización política formada en 1991 por la fusión del MC y de la LCR; se integró en el BNG en 1993 como colectivo reconocido y se disolvió en 2012.[50]
- Unidade Galega (UG): Liderado por Camilo Nogueira Román, fue en su origen un partido político escindido del PSG-EG en 1991 e integrado en el BNG desde 1994; en 2003 se disolvió como partido y se convirtió en una corriente de opinión interna.
- Primeira Linha: Corriente interna creada en 1996 y que abandonó el BNG en 1999 para posteriormente formar Nós-Unidade Popular.

## Evolución del voto

### Elecciones al Parlamento de Galicia
| ← Resultados electorales en las elecciones autonómicas | ← Resultados electorales en las elecciones autonómicas | ← Resultados electorales en las elecciones autonómicas | ← Resultados electorales en las elecciones autonómicas | ← Resultados electorales en las elecciones autonómicas | ← Resultados electorales en las elecciones autonómicas | ← Resultados electorales en las elecciones autonómicas | ← Resultados electorales en las elecciones autonómicas |
| Fecha                                                  | Candidato                                              | Votos                                                  | %                                                      | Diputados                                              | +/-                                                    | Estado                                                 |                                                        |
| ------------------------------------------------------ | ------------------------------------------------------ | ------------------------------------------------------ | ------------------------------------------------------ | ------------------------------------------------------ | ------------------------------------------------------ | ------------------------------------------------------ | ------------------------------------------------------ |
| 1981 a                                                 | Bautista Álvarez                                       | 61 870 (4.º)                                           | 6,27                                                   | 3/71                                                   |                                                        | Oposición                                              |                                                        |
| 1985                                                   | Xosé Manuel Beiras                                     | 53 972 (5.º)                                           | 4,23                                                   | 1/71                                                   | 2                                                      | Oposición                                              |                                                        |
| 1989                                                   | Xosé Manuel Beiras                                     | 105 703 (3.º)                                          | 8,01                                                   | 5/75                                                   | 4                                                      | Oposición                                              |                                                        |
| 1993                                                   | Xosé Manuel Beiras                                     | 269 233 (3.º)                                          | 18,55                                                  | 13/75                                                  | 8                                                      | Oposición                                              |                                                        |
| 1997                                                   | Xosé Manuel Beiras                                     | 395 435 (2.º)                                          | 25,11                                                  | 18/75                                                  | 5                                                      | Oposición                                              |                                                        |
| 2001                                                   | Xosé Manuel Beiras                                     | 346 423 (2.º)                                          | 22,97                                                  | 17/75                                                  | 1                                                      | Oposición                                              |                                                        |
| 2005                                                   | Anxo Quintana                                          | 311 954 (3.º)                                          | 18,89                                                  | 13/75                                                  | 4                                                      | Coalición con PSOE                                     |                                                        |
| 2009                                                   | Anxo Quintana                                          | 270 712 (3.º)                                          | 16,28                                                  | 12/75                                                  | 1                                                      | Oposición                                              |                                                        |
| 2012                                                   | Francisco Jorquera                                     | 146 027 (4.º)                                          | 10,11                                                  | 7/75                                                   | 5                                                      | Oposición                                              |                                                        |
| 2016                                                   | Ana Pontón                                             | 119 597 (4.º)                                          | 8,36                                                   | 6/75                                                   | 1                                                      | Oposición                                              |                                                        |
| 2020                                                   | Ana Pontón                                             | 310 077 (2.º)                                          | 23,80                                                  | 19/75                                                  | 13                                                     | Oposición                                              |                                                        |
| 2024                                                   | Ana Pontón                                             | 470 692 (2.º)                                          | 31,34                                                  | 25/75                                                  | 6                                                      | Oposición                                              |                                                        |

a Como coalición del Bloque Nacional-Popular Galego (BNPG) y el Partido Socialista Galego (PSG).
En Elecciones al Parlamento de Galicia de 2024 Anova-Irmandade Nacionalista no se presenta y pide oficialmente el voto para la candidatura que lidera Bloque Nacionalista Galego.

### Elecciones generales
| 1986   |                     | 27 049  | 0,13 | 2,11 (#6)  | 0/27 |
| 1989   | José Enrique Tello  | 47 763  | 0,23 | 3,59 (#4)  | 0/27 |
| 1993   | Francisco Rodríguez | 126 695 | 0,54 | 8,01 (#3)  | 0/26 |
| 1996   | Francisco Rodríguez | 220 147 | 0,88 | 12,85 (#3) | 2/25 |
| 2000   | Francisco Rodríguez | 306 268 | 1,32 | 18,62 (#3) | 3/25 |
| 2004   | Francisco Rodríguez | 208 688 | 0,81 | 11,37 (#3) | 2/24 |
| 2008   | Francisco Jorquera  | 212 543 | 0,82 | 11,51 (#3) | 2/23 |
| 2011   | Francisco Jorquera  | 183 037 | 0,75 | 11,18 (#3) | 2/23 |
| 2015 a | Carlos Callón       | 70 863  | 0,28 | 4,32 (#5)  | 0/23 |
| 2016 a | Luis Bará           | 45 252  | 0,19 | 2,89 (#5)  | 0/23 |
| 2019 b | Néstor Rego         | 94 433  | 0,36 | 5,74 (#5)  | 0/23 |
| 2019 c | Néstor Rego         | 120 456 | 0,50 | 8,13 (#4)  | 1/23 |
| 2023   | Néstor Rego         | 153 995 | 0,62 | 9,41 (#4)  | 1/23 |

a Se presentó dentro de Nós-Candidatura Galega junto con Coalición Galega, Fronte Obreira Galega, el Partido Comunista do Povo Galego y el Partido Galeguista.

b Celebradas el 28 de abril.

c Celebradas el 10 de noviembre.

### Elecciones al Parlamento Europeo
| 1987 | Bloque Nacionalista Galego     | Bautista Álvarez    | 53 116  | 3,70  | 0   |
| 1989 | Bloque Nacionalista Galego     | Francisco Rodríguez | 46 052  | 4,17  | 0   |
| 1994 | Bloque Nacionalista Galego     | José Carlos Mella   | 139 221 | 11,40 | 0   |
| 1999 | Bloque Nacionalista Galego     | Camilo Nogueira     | 349 079 | 21,98 | 1   |
| 2004 | Galeusca-Pueblos de Europa     | Camilo Nogueira     | 141 756 | 12,32 | 0 a |
| 2009 | Europa de los Pueblos - Verdes | Ana Miranda Paz     | 103 724 | 9,18  | 1 b |
| 2014 | Los Pueblos Deciden            | Ana Miranda Paz     | 80 394  | 7,88  | 1 c |
| 2019 | Ahora Repúblicas               | Ana Miranda Paz     | 171 500 | 11,99 | 1 d |
| 2024 | Ahora Repúblicas               | Ana Miranda Paz     | 179 905 | 16,13 | 1 e |

a La coalición obtuvo 2 diputados; sin embargo el BNG, que ocupaba el tercer puesto de la lista, no obtuvo representación después de que el Partido Popular presentase un recurso ante la Junta Electoral Central, la cual dio por válidos algunos votos no considerados inicialmente, por lo que, por un margen de 167 votos, concedió el escaño al PP. El Tribunal Constitucional confirmó el fallo de la Junta Electoral Central.

b Europa de los Pueblos - Verdes estableció al constituirse un sistema de rotación proporcional entre los cuatro primeros candidatos y aquellos que correspondieran a partidos que superasen 40 000 votos en su comunidad autónoma.

c En el reparto de rotación de cargos proporcional de Los Pueblos Deciden, a la candidata del BNG le corresponde el año y medio final de la legislatura.

d El reparto de rotación de cargos proporcional de Ahora Repúblicas para la candidata del BNG dependerá de lo que acontezca con la salida del Reino Unido de la UE, que implicará un nuevo reparto de escaños.

3 1 de los 3 eurodiputados obtenidos por la coalción.</ref>

### Elecciones municipales
| 1983 | 50 400  | 0,27 | 4,10  | 118 |
| 1987 | 61 256  | 0,31 | 4,53  | 139 |
| 1991 | 107 932 | 0,57 | 7,71  | 241 |
| 1995 | 208 098 | 0,94 | 13,15 | 428 |
| 1999 | 290 187 | 1,36 | 18,54 | 586 |
| 2003 | 325 331 | 1,42 | 19,41 | 595 |
| 2007 | 315 279 | 1,43 | 19,15 | 661 |
| 2011 | 261 513 | 1,16 | 16,50 | 590 |
| 2015 | 189 465 | 0,85 | 12,87 | 468 |
| 2019 | 187 901 | 0,89 | 13,32 | 457 |
| 2023 | 248 676 | 1,11 | 17,25 | 590 |